# Le Grand Frère (série télévisée)
Pour les articles homonymes, voir Le Grand Frère.
Le Grand Frère est une série télévisée américaine en 34 épisodes de 45 minutes créée par Michael Landon dont 32 épisodes ont été diffusés du 3 novembre 1981 au 28 décembre 1982 sur le réseau NBC. Les deux derniers épisodes ont été diffusés le 1er juin et le 18 septembre 1983.
Au Québec, elle a été diffusée à partir du 27 octobre 1982 à la Télévision de Radio-Canada, et au Luxembourg en 1996 sur RTL9.
Reprenant le thème western ainsi que certains de ses acteurs, Michael Landon souhaitait réitérer le succès de sa série phare, La Petite Maison dans la prairie, qui arrivait à son terme.

## Synopsis
1870, dans l'Ouest américain, le garde-frontière John Michael Murphy (Merlin Olsen) s'allie au prospecteur Moses Gage (Moses Gunn) afin de sauver un groupe d'orphelins voués au travail forcé. Pour ce faire, il se déguise en prêtre et devient Father Murphy.

## Distribution
- Merlin Olsen : John Michael Murphy
- Katherine Cannon (en) : Mae Woodward
- Timothy Gibbs (en) : Will Adams
- Moses Gunn : Moses Gage
- Scott Mellini : Ephram Winkler
- Lisa Trusel (en) : Lizette Winkler
- Kirk Brennan : David Sims
- Byron Thames (en) : Matt Sims
- Chez Lister : Eli Matthews
- Richard Bergman : Father Joe Parker
- Charles Tyner : Howard Rodman
- Ivy Bethune : Evelyn Tuttle
- Burr DeBenning : Paul / Richard Garrett
- Ted Markland : Frank